# Liêu trai chí dị
Liêu trai chí dị (giản thể: 聊斋志异; phồn thể: 聊齋誌異; bính âm: Liáozhāi zhìyì) là một tuyển tập truyện văn ngôn của tác giả thời nhà Thanh Bồ Tùng Linh, tập hợp gần 500 truyện hoặc "truyện kỳ ảo" viết theo lối chí quái và truyền kỳ, mà theo một số nhà phê bình là để ngầm phê phán các vấn nạn trong xã hội. Với thời gian sáng tác hơn bốn mươi năm từ cuối những năm 1600 đến đầu những năm 1700, bộ truyện được lưu hành dưới dạng bản thảo, rồi được bạn bè của tác giả sao chép nhiều lần, song mãi đến năm 1766 mới xuất bản trên giấy. Kể từ đó, nhiều truyện trong tập đã được giới phê bình văn học tán dương và được lựa chọn chuyển thể lên điện ảnh và truyền hình.

## Lịch sử xuất bản

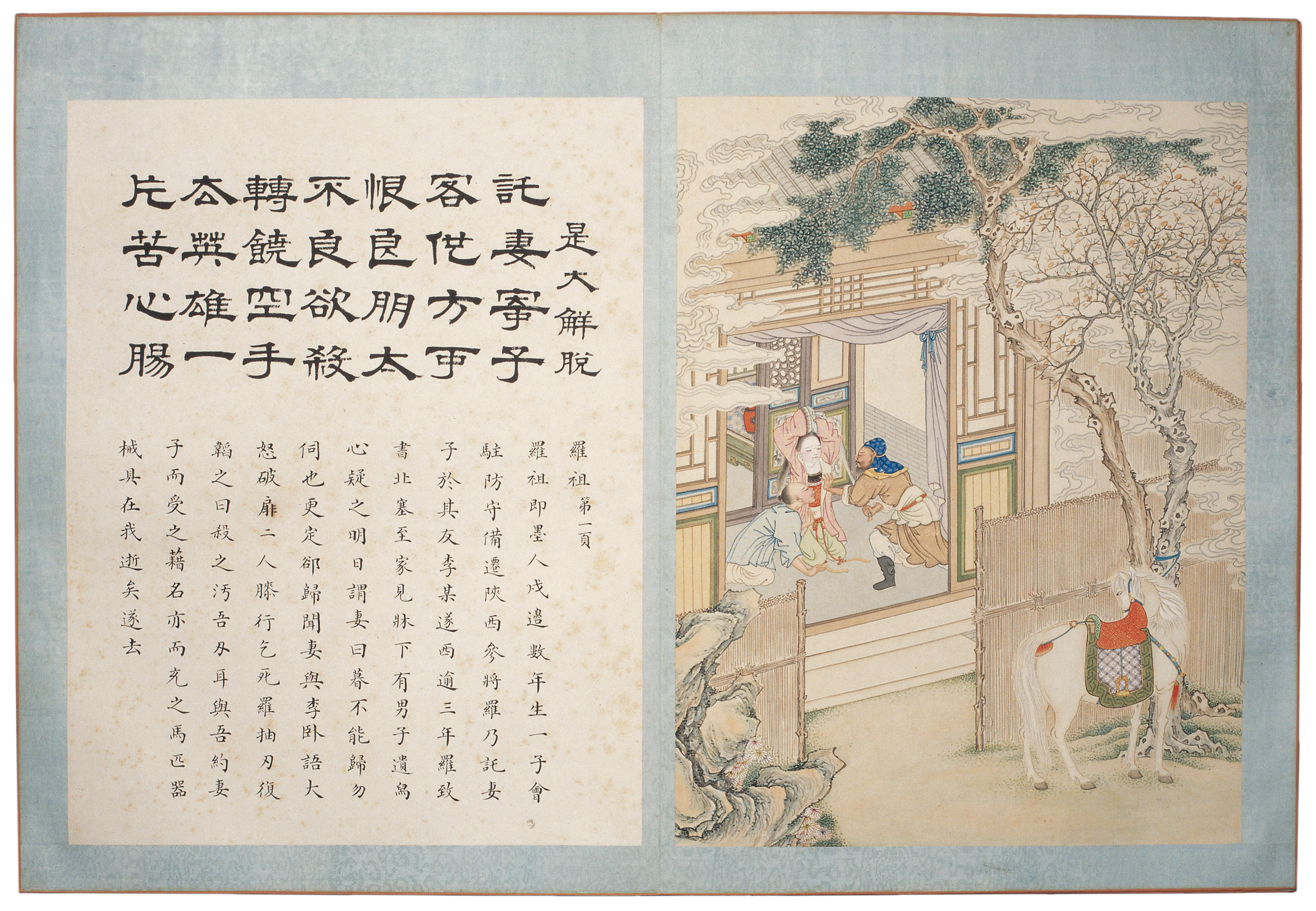
Miêu tả tập truyện "La Tổ" từ ấn bản minh họa nằm ở Bảo tàng Quốc gia Trung Quốc

Bồ Tùng Linh đã sưu tầm gần năm trăm giai thoại và truyện dài trong hơn bốn mươi năm từ đầu thập niên 1670 đến đầu những năm 1700. Theo thông lệ thời đó, ông đặt tên cho tác phẩm bằng cách sử dụng bút danh Liêu trai (聊齋).
Học giả Chương Bồi Hằng (章培恒) ghi chép rằng tuyển tập Liêu trai gốc chia làm tám tập, tập sớm nhất được hoàn thành vào khoảng năm 1681 còn tập muộn nhất hoàn thành từ 1707 đến 1714. Tuyển tập lần đầu được lưu hành dưới dạng bản sao chép, song mãi sau tác giả mất vào năm 1715 thì tác phẩm mới được xuất bản. Vào khoảng năm 1693, Vu Thành Long được cho là đã ngỏ lời hỏi mua bản thảo Liêu trai với giá trị một nghìn lạng bạc, song đã bị Bồ Tùng Linh từ chối.
Bản thảo cuối cùng được gia đình Bồ Tùng Linh "cất giữ cẩn thận" sau khi ông mất, dù nhiều cá nhân khác nhau (kể cả quan chức địa phương) đề nghị sao chép nó. Ấn bản ra đời sớm nhất còn sót lại của Liêu trai được nhà xuất bản Triệu Khởi Cảo (趙起杲) ấn hành vào năm 1766 ở Hàng Châu; Triệu cho biết ban đầu Bồ Tùng Linh định đặt tựa tuyển tập là Quỷ hồ truyện (鬼狐傳). Mặc dù có người cho rằng ấn phẩm của Triệu dựa trên "bản thảo gốc" do một người bạn sao chép, song nó lại không chứa toàn bộ truyện có ở bản thảo gốc; ở phần lời tựa đầu cho ấn phẩm ông viết: "Tôi đã xóa những ghi chú ngắn và đơn giản vì chúng tẻ nhạt và tầm thường - tổng cộng là 48 ghi chú." Ngoài ra, Triệu cũng kiểm duyệt những truyện chứa "chi tiết ngắn liên hệ tới chủ đề nhạy cảm". Mặc dù vậy, ấn bản của Triệu đã được đón nhận nồng nhiệt và được học giả Lý Thời Hiến (李時憲) lần đầu tái bản vào năm 1767.
Sau năm 1871, đã có lúc Bồ Giá Nhân (蒲价人, hậu duệ đời thứ bảy của Bồ Tùng Linh) nắm giữ bản thảo gốc - được cho là gồm hai mươi tập truyện. Lúc ấy chúng được cất trong hai hộp, song một hộp bị mất "trong hoàn cảnh chưa rõ ràng". Năm 1950, gia đình Bồ Tùng Linh quyên tặng bốn tập truyện còn lại (chứa khoảng 237 truyện ngắn) cho Thư viện tỉnh Liêu Ninh.

## Chủ đề
Không như đa số truyện kinh dị của Trung Quốc và phương Tây, "truyện kinh dị" ở Liêu trai không nhằm làm độc giả sợ hãi, mà để làm mờ lằn ranh giữa siêu nhiên và hiện thực đời thường, sử dụng chi tiết hình thể và tâm lý để làm cho lằn ranh giữa chúng trở nên tự nhiên. Những truyện này (là những tác phẩm giàu yếu tố lãng mạn) khám phá triết lý của tình (情), chuyện tình cảm xúc và nồng nàn của thế giới, bất kể đó là của người hay sinh vật siêu thực.

## Ý nghĩa văn học
Liêu trai chí dị là tuyển tập "truyện siêu nhiên" của Trung Quốc được tán dương nhất kể từ ba tuyển tập truyện thoại (話) lớn đời nhà Minh, gồm Tiễn đăng tân thoại (剪燈新話) của Cù Hữu, Tiễn đăng dư thoại (剪燈餘話) của Lý Xương Kỳ và Mịch đăng nhân thoại (覓燈因話) của Thiệu Cảnh Chiêm; cả ba tuyển tập truyện này có tác động sâu rộng khắp Đông Á.
Nhận xét đầu tiên về Liêu trai xem tác phẩm là "ví dụ ưu tú song điển hình" của thể loại truyền kỳ. Những nhà phê bình và cây viết sau này tỏ ra bất đồng với quan điểm trên, thay vào đó họ chú trọng vào tính ngụ ngôn của bộ truyện; ví dụ Dư Tập (từng là trợ lý của Triệu Khởi Cảo) viết trong lời tựa cho ấn bản Liêu trai của Triệu: "... việc cho rằng tác phẩm chỉ có chút khác biệt so với tuyển tập các truyện về hiện tượng hiếm gặp hoặc truyện kỳ lạ là một quan điểm rất nông cạn và cực kỳ mâu thuẫn với ý đồ của tác giả." Cháu trai của Bồ là Bồ Lập Đức (蒲立德) coi tác phẩm là "hành động tự biểu hiện nghiêm túc".
Các nhà phê bình sau này ở thế kỷ 19 đã để tâm đến "phong cách văn học và kỹ thuật kể chuyện" của Liêu trai. Nhà phê bình đời nhà Thanh Đán Minh Luân (但明倫) viết trong lời tựa cho bài bình luận Liêu trai vào năm 1842: "Từ Liêu trai, tôi còn có được cái nhìn sâu sắc vào thủ pháp văn học." Cùng khoảng thời gian ấy, Liêu trai cũng thu hút sự chú ý của các cây viết phương Tây, chẳng hạn như Samuel Wells Williams đã nhắc đến Liêu trai ở những bài viết của ông là "một tác phẩm hoàn hảo bằng ngôn ngữ thuần túy và phong cách thanh tao". "Lối sáng tác đẹp" của truyện còn nhận được những lời tán dương từ các nhân vật phê bình văn học như William Frederick Mayers và Karl Gützlaff.
Kể từ thế kỷ 20, danh tiếng trong giới văn học của tác phẩm đã được nâng tầm hơn nữa. Quách Mạt Nhược nhận xét về Liêu trai: "Tác phẩm viết về ma quỷ tỏ ra ưu tú hơn những tác phẩm khác; phép châm biếm tham nhũng và [triều đại] chuyên chế đã thấm vào tận xương tủy." Fujita Yuken của Đại học Keio viết vào năm 1954: "Trong số nhiều tác phẩm văn học có nguồn gốc từ truyện văn ngôn của Trung Quốc [ví dụ Bác vật chí, Sưu thần ký, Thế Thuyết Tân Ngữ, Liệt dị truyện, Thập di ký, ...], [Liêu trai] đã tạo dựng danh tiếng thành tuyển tập truyện ngắn xuất sắc nhất." Imai Hiromasa miêu tả Liêu trai là "đỉnh cao của văn học về ma quỷ." Liêu trai chí dị còn nằm số những cuốn sách yêu thích của Jorge Luis Borges.

## Bản dịch chọn lọc

### Tiếng Anh
- Strange Tales from Liaozhai, 6 tập (tr. Sidney L. Sondergard). Jain Pub Co., 2008-2014. ISBN 978-0-89581-001-4.
- Strange Tales from a Chinese Studio (tr. John Minford). Luân Đôn: Penguin, 2006. 562 trang. ISBN 0-14-044740-7.
- Strange Tales from the Liaozhai Studio (Zhang Qingnian, Zhang Ciyun và Yang Yi). Bắc Kinh: Nhà xuất bản Nhân dân Trung Quốc, 1997. ISBN 7-80065-599-7.
- Strange Tales from Make-do Studio (Denis C. & Victor H. Mair). Bắc Kinh: Nhà xuất bản ngoại ngữ, 1989. ISBN 7-119-00977-X.
- Strange Tales of Liaozhai (Lu Yunzhong, Chen Tifang, Yang Liyi, và Yang Zhihong). Hồng Kông: Commercial Press, 1982.
- Strange Stories from the Lodge of Leisure (George Soulie). Luân Đôn: Constable, 1913.
- Strange Stories from a Chinese Studio (tr. Herbert A. Giles). Luân Đôn: T. De La Rue, 1880; ấn bản thứ hai đã hiệu đính, Luân Đôn, 1908; ấn bản thứ ba đã hiệu đính, Luân Đôn, Laurie, 1916. Được in lại với lời tựa mới của Victoria Cass. Tokyo, Rutland, Vt.: Tuttle, 2010. ISBN 978-0-8048-9408-1.

#### Bản dịch của Giles
John Minford và Tong Man miêu tả bản dịch của Herbert Giles là "gây sốc", bởi vì ông chọn không dịch "bất cứ thứ gì liên quan đến tình dục, sinh đẻ, máu, đôi khi là cơ thể người ở bất kì khía cạnh nào" và thường viết "dài lạ thường để che đậy dấu vết của mình, thể hiện sự khéo léo và tinh vi." Ở bản dịch của Giles, các hồ ly có mong muốn trò chuyện và chia trà với mọi người thay vì cố quyến rũ và quan hệ tình dục, cùng lắm chỉ là trao cho bạn tình những nụ hôn. Họ ghi chép rằng "Giles làm theo chỉ thị phía trên mà không cần thắc mắc" vì ông buộc phải tuân theo quy tắc đạo đức dưới thời đại Victoria, đồng thời kêu gọi độc giả "đừng quá đặt nặng bản dịch Liêu trai của Giles." Họ nói thêm rằng "ấn bản bộ truyện của Commercial Press (HK) được lưu hành rộng rãi có nhiều đoạn cắt ghép gây sốc tương tự như Giles."
Minford và Tong Man cho biết rằng độc giả vẫn tiếp tục đọc các bản dịch của Giles, ngay cả khi chúng "ở mức nhiều nhất thì chỉ được chấp nhận một cách miễn cưỡng, thường bị chế giễu và bị coi là sự bóp méo theo kiểu Phương Đông..." Lydia Chiang miêu tả bài luận của Minford và Tong Man "tái đánh giá thời hậu Said" khi so sánh bản dịch của Giles với cách trình bày truyện theo hướng truyền thống và hiện đại của Trung Quốc.

### Tiếng Đức
Martin Buber là người thực hiện bản dịch tiếng Đức đầu tiên của tác phẩm, từng đưa nó vào cuốn Chinesische Geister- und Liebesgeschichten. Buber có sự hỗ trợ từ một nhân vật tên Wang Jingdao. Buber ghi trong lời tựa bản dịch rằng bản dịch của ông có những phần chưa được dịch ở ấn bản của Giles bởi vì Giles, theo "thông tục của người Anh" đã "lược bỏ hoặc chú giải chi tiết tất cả những đoạn mà ông ấy xem là khiếm nhã". Cuốn Chinesische Geister- und Liebesgeschichten được Alex Page dịch sang tiếng Anh, rồi được Humanities Press nhận xuất bản vào năm 1991.

### Tiếng Việt
Các truyện trong bộ Liêu trai chí dị đã được dịch và in sớm nhất tại Việt Nam từ năm 1901 trên báo Nông cổ mín đàm. Bản in thành sách đầu tiên được cho là của nhóm dịch Nguyễn Chánh Sắt, Nguyễn Viên Kiểu và Ngô Tường Vân do nhà in J. Viết (Sài Gòn) ấn hành năm 1916, gồm có 5 quyển, 42 truyện. Năm 2005, Nhà xuất bản Văn hóa Sài Gòn đã xuất bản bộ Liêu trai chí dị đầy đủ do Cao Tự Thanh dịch và chú giải, bao gồm 432 truyện phần chính văn và 68 truyện phần Liêu trai chí dị thập di, tổng cộng 500 truyện. Đây là bản dịch tiếng Việt đầy đủ nhất so với các bộ từ trước đến nay đã xuất bản tại Việt Nam. Năm 2013, bản dịch của Cao Tự Thanh được Nhà xuất bản Phụ nữ tái bản, bổ sung thêm 30 truyện, trong đó có 29 truyện trong bản Hội hiệu hội chú hội bình và bản dịch truyện Phong Dĩ của Vũ Hi Tô được đưa vào phần Phụ lục.
- Liêu trai chí dị, 5 tập (Nguyễn Huệ Chi nghiên cứu, tuyển chọn và hiệu đính), Nhà xuất bản Văn Nghệ Thành phố Hồ Chí Minh, 1999.
- Liêu trai chí dị 8 tập (Đàm Quang Hưng dịch và chú giải), Nhà xuất bản Yên Thanh, 2000, có tổng cộng 480 truyện.
- Liêu trai chí dị, 2 tập (Cao Tự Thanh dịch và chú giải), Nhà xuất bản Văn hóa Sài Gòn, 2005, có tổng cộng 500 truyện.
- Liêu trai chí dị, 2 tập (Cao Tự Thanh dịch và chú giải), Nhà xuất bản Phụ nữ, 2013, có tổng cộng 530 truyện.[31]
- Liêu trai chí dị toàn tập, 3 tập (Nguyễn Chí Viễn, Trần Văn Từ dịch và chú giải), Công ty Sách Thời Đại và Nhà xuất bản Văn hóa Thông tin, 2013, có tổng cộng 445 truyện.
- Liêu trai chí dị, (Đào Trinh Nhất tuyển chọn và dịch), Công ty Cổ phần Văn hóa và Truyền thông Nhã Nam và Nhà xuất bản Văn học, 2015.
- Liêu trai chí dị, 5 tập (Đàm Quang Hưng dịch và chú giải), Công ty Cổ phần Văn hóa Đông A và Nhà xuất bản Văn học, 2016, có tổng cộng 473 truyện (đã được lược đi một số truyện trùng lặp nội dung).

### Các bản dịch khác
Vasily Mikhaylovich Alekseyev đã xuất bản bản dịch bộ truyện của Bồ Tùng Linh sang tiếng Nga và được đón nhận nồng nhiệt; chúng chia làm hai tập là Fox's Wiles (1922) and The Wizard Monks (1923). Đây được xem là bản dịch cuốn sách sang ngoại ngữ hoàn hảo nhất. Cuốn sách được dịch sang tiếng Mãn với nhan đề Sonjofi ubaliyambuha Liyoo jai jy i bithe. Lodovico Nicola di Giura (1868–1947) là người biên soạn hoàn chỉnh bản dịch sang tiếng Ý vào năm 1766.

## Ấn bản minh họa
Ở thế kỷ 19, những ấn bản Liêu trai chí dị có màu và phần minh họa sinh động được lưu hành trong giới văn học. Những ấn bản Liêu trai này được minh họa tinh xảo và giờ đây được các viện bảo tàng và thư viện lớn khắp thế giới sưu tầm, chẳng hạn như Thư viện Quốc gia Trung Quốc và Thư viện Quốc hội Hoa Kỳ.
- "Họa bì"
- "Jia er"
- "Dong Sheng"
- "Lục phán"
- "Nhiếp Tiểu Thiến"
- "Miêu sinh"
- "Mao Hu"
- "Giả Phụng Trĩ"
- "Tam sinh"
- "Xi Seng"

## Chuyển thể
- Liêu trai chí dị là cảm hứng cho nhiều bản chuyển thể phim điện ảnh Hoa ngữ, gồm các tác phẩm phim truyện của Hồ Kim Thuyên (Họa bì chi Âm Dương Pháp Vương, Hiệp Nữ), Trần Gia Thượng (Họa bì, Họa bích), Trình Tiểu Đông (loạt phim Thiến nữ u hồn) và đạo diễn người Đài Loan Lý Hàn Tường (Thiến nữ u hồn).[35]
- Cuốn The Death of Woman Wang của Jonathan D. Spence (Viking Press xuất bản vào năm 1978) đã sử dụng chất liệu từ Liêu trai chí dị để dựng bối cảnh.